# Paradasyhelea harrisoni
Paradasyhelea harrisoni är en tvåvingeart som beskrevs av Wirth 1981. Paradasyhelea harrisoni ingår i släktet Paradasyhelea och familjen svidknott. Inga underarter finns listade i Catalogue of Life.